# NGC 6224
NGC 6224 é uma galáxia elíptica (E-S0) localizada na direcção da constelação de Hercules. Possui uma declinação de +06° 18' 44" e uma ascensão recta de 16 horas, 48 minutos e 18,5 segundos.
A galáxia NGC 6224 foi descoberta em 15 de Junho de 1887 por Lewis A. Swift.